# Hôtel des Monnaies (Villemagne-l'Argentière)
Pour les articles homonymes, voir Hôtel des Monnaies.
L'hôtel des Monnaies est un ancien atelier monétaire, édifice civil du XIIIe siècle de style gothique, située dans la commune de Villemagne-l'Argentière (Hérault, France).

## Histoire
Le bâtiment connu sous le nom d'« hôtel des Monnaies » reflète le passé prospère de Villemagne, siège d'une importante abbaye bénédictine au XIIIe siècle. Des mines d'argent apportèrent une part de richesse à l'abbaye.
Son nom actuel renverrait à un atelier monétaire, mais cet élément ne repose sur aucune trace ni aucune source.
En janvier 1924, un classement au titre des monuments historiques est fait. Dès 1988, on déplore son piteux état et sa ruine prochaine.
L'édifice constituant une référence pour l'architecture civile médiévale du Languedoc a bénéficié d'une consolidation d'urgence en 2001. En 2004, une étude de réhabilitation est commandée.
En 2013, l'hôtel des Monnaies a participé à une opération de mécénat participatif orchestrée par la fondation VMF afin soutenir les opérations de restauration engagées depuis 2001. En 2014, des travaux de restauration sont effectués.

## Architecture

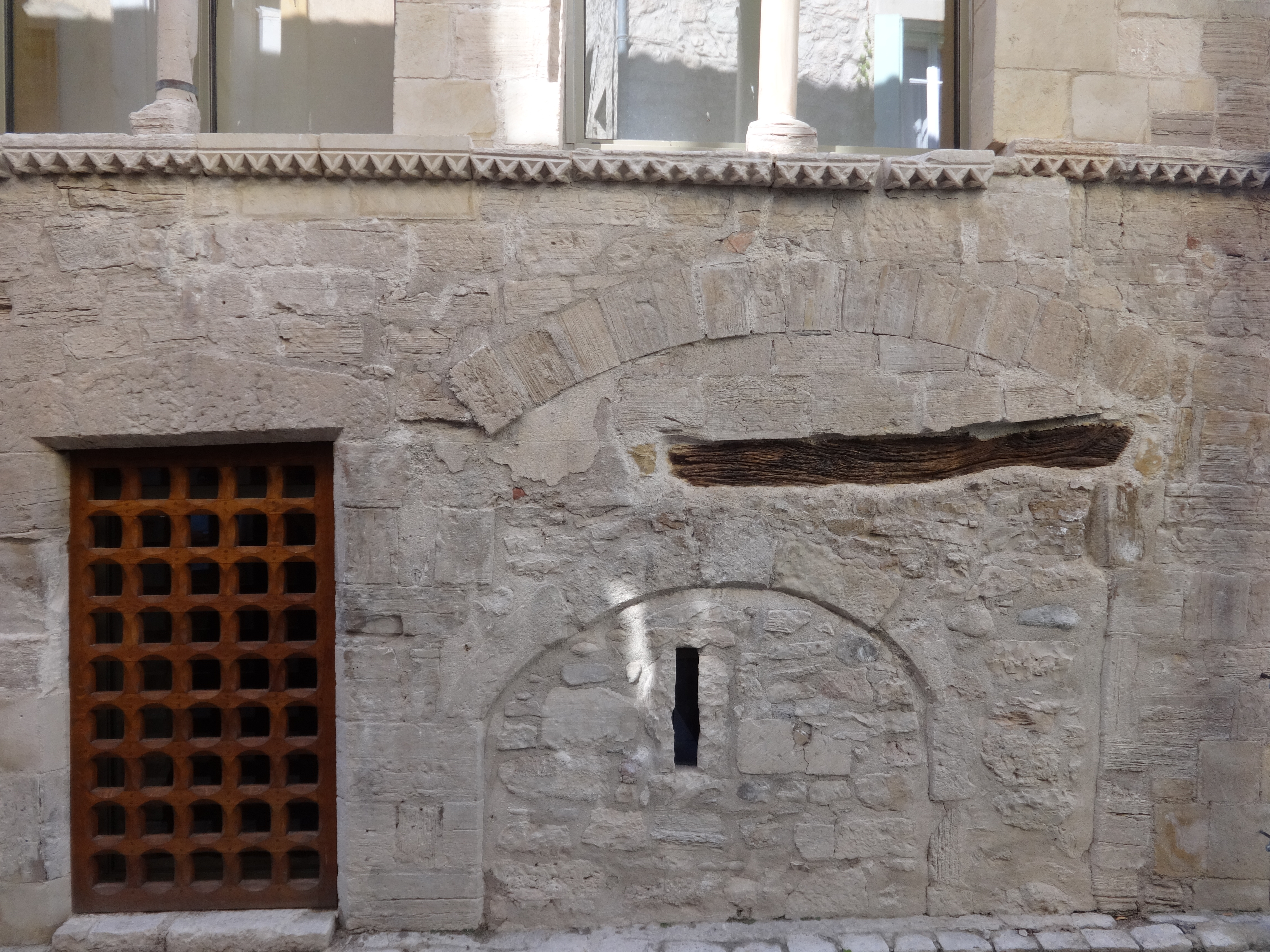
Emplacement d'une ancienne boutique.

Le plan de l'édifice est rectangulaire, d'une longueur de 18,80 m par 5,50 m. Une cour intérieure est accolée.
La disposition originelle était différente, en témoignent les traces d'arrachement et les deux grandes ouvertures à l'arrière du bâtiment. On avait un plan en L ou en U. 
L'ensemble est divisé en quatre travées.
Les deux premiers niveaux sont bâtis avec un calcaire fin ferme, l'appareillage est moyen, les assises irrégulières.
Sur le rez-de-chaussée, aujourd'hui à demi enterré, se succèdent de grandes portes en arcs surbaissés alternés de petites portes, tandis que sur la façade latérale une porte assez large est surmonté d'un linteau orné de médaillons.
Chaque petite porte donne accès à un escalier menant au premier étage.
Le premier étage se compose de huit baies géminées. Les arcs en plein cintre retombent sur de minces colonnettes, elles-mêmes supportant des chapiteaux sculptés.
Une corniche au niveau du tailloir et une deuxième au niveau de l'appui parcourent la façade. Le plancher repose sur des arcs diaphragmes, eux-mêmes divisant le rez-de-chaussée en travées.
Le deuxième étage est constitué d'une maçonnerie grossière faisant supporter un poids supplémentaire aux baies géminées.
Cet étage a été remanié et comportait à l'origine un mur extérieur en pan de bois; ce qui est attesté par les pièces de bois présentes dans le mur.
Chaque travée donne sur la rue par une petite et une grande porte. Cela reprend la disposition d'une boutique s'ouvrant par une large baie sur la rue et par une porte contigüe menant à l'étage.

## Décors

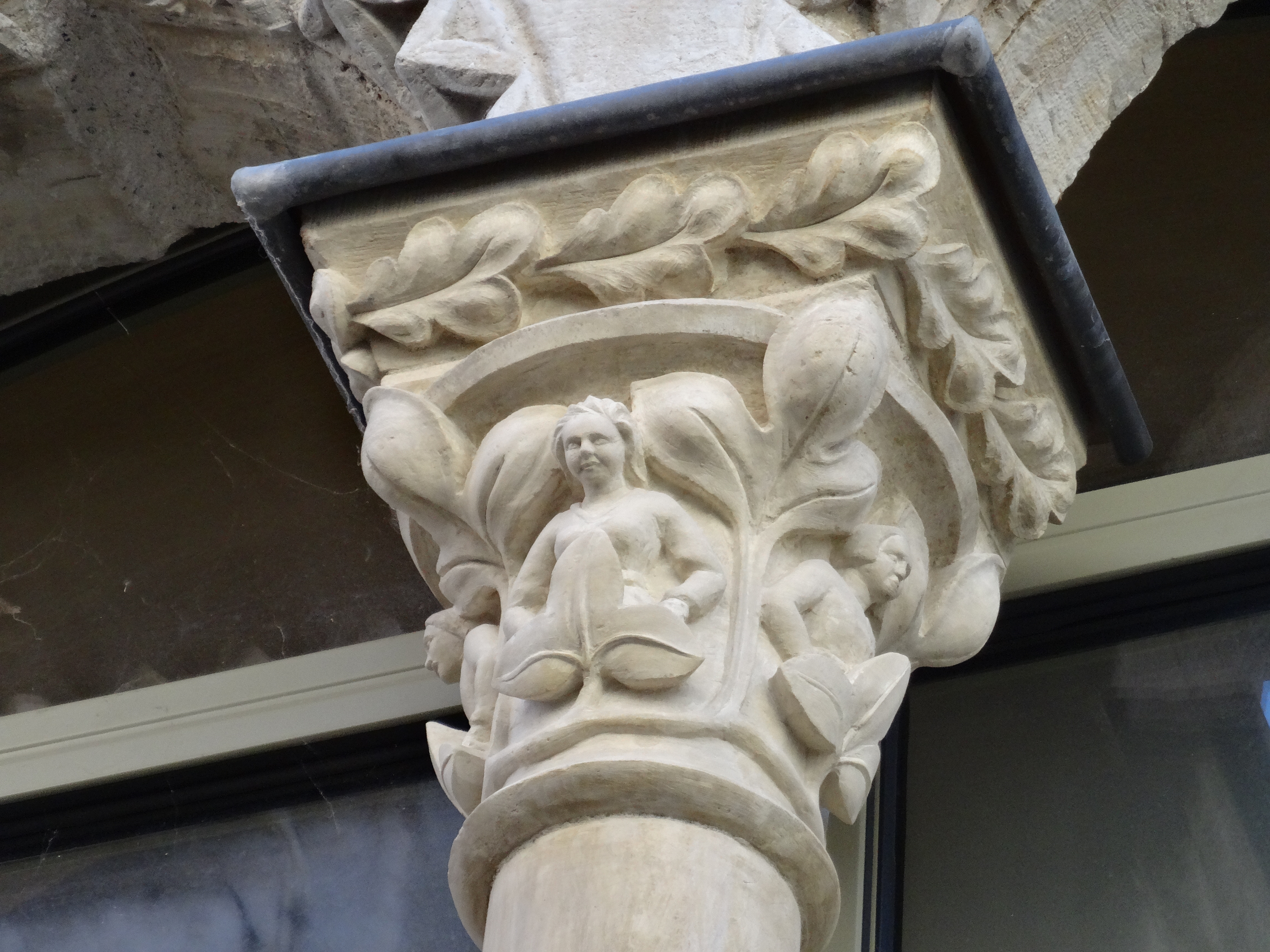
Chapiteau gothique XIIIe siècle remplacé.

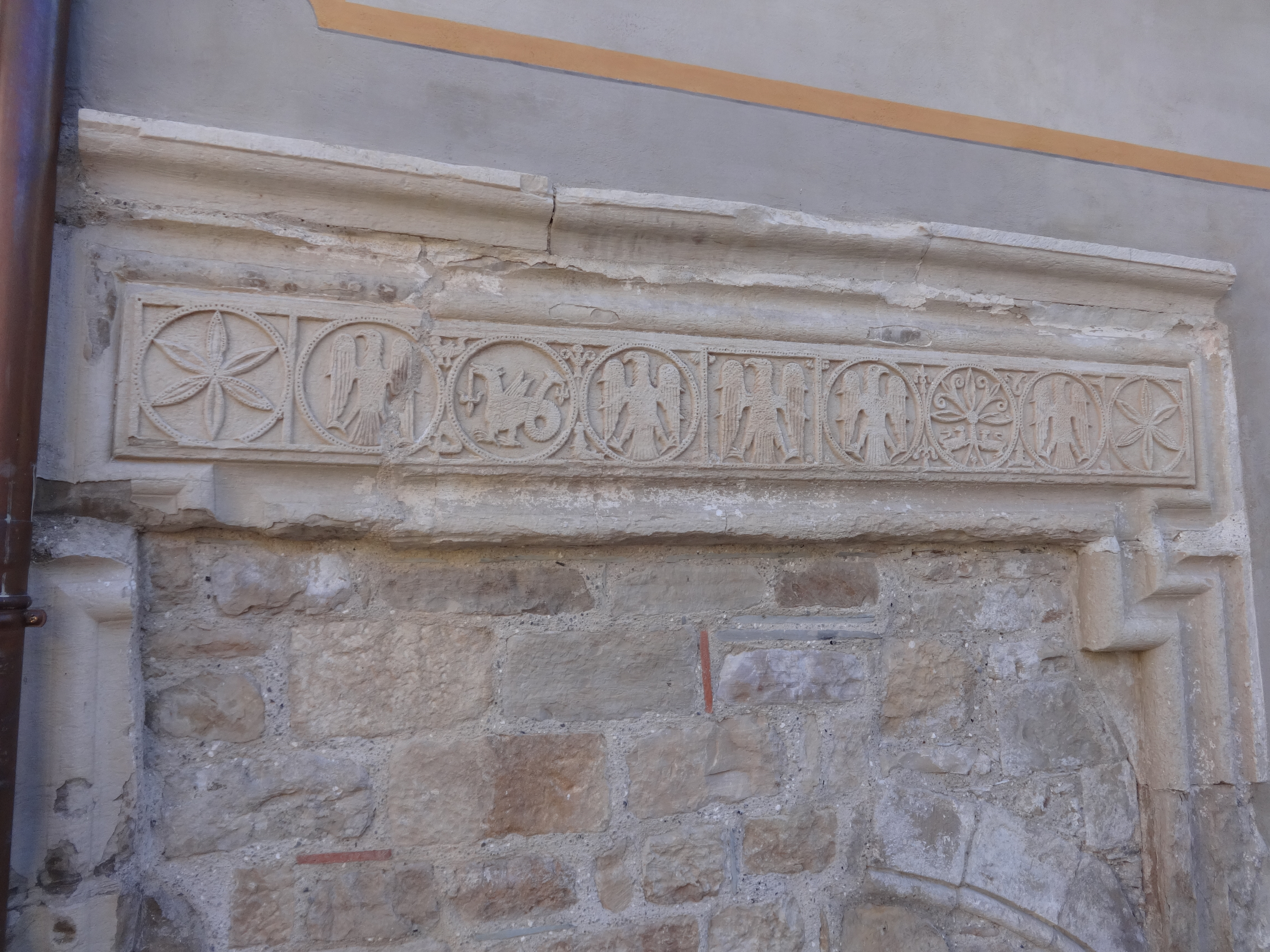
Linteau orné de médaillons.

Le décor se situe entièrement au premier étage sur l'encadrement des baies, les corniches, les chapiteaux et le linteau de la porte du rez-de-chaussée.
Les deux corniches et l'intrados des baies présentent une frise de fleurs à quatre pétales ou à tête de clous, et une frise de feuillages.
Les chapiteaux portent un décor de feuillage, certains ont un type de flore stylisé d'autres une flore naturaliste. Deux des chapiteaux sont ornés de personnages situés aux angles.
Bien que l'aspect des baies donne une allure romane, la datation des chapiteaux ne laisse aucun doute sur l'époque de l'édifice ; soit la seconde moitié du XIIIe siècle. Les provinces méridionales continuent d'utiliser des aspects romans dans des constructions gothiques.
Le linteau de la porte du rez-de-chaussée est exceptionnel. Il porte une frise de neuf médaillons ornés d'aigles, de dragons et de motifs floraux. Les écoinçons sont occupés par des fleurons et d'autres animaux fabuleux.
La grande portée du linteau est atténuée par deux corbeaux ainsi qu'un arc de décharge (l'amorce de l'arc est visible à gauche du linteau).
Si la sculpture traitée en méplat donne à l'ensemble un aspect archaïsant, les thèmes paraissent imiter une bande de tissu et ne seraient pas antérieurs au XIIe siècle.
L'intérieur a bénéficié en 2005 d'une étude sur les décors peints.
Au premier étage, les sondages ont révélé des enduits avec un faux appareil rouge. Une frise de fleurs de lys parcourt le mur. Ce type de fleur de lys est rapporté dans d'autres édifices datés de la première moitié du XIIIe siècle.

## Protection
La maison fait l’objet d’un classement au titre des monuments historiques depuis le 17 janvier 1924.

## Galerie

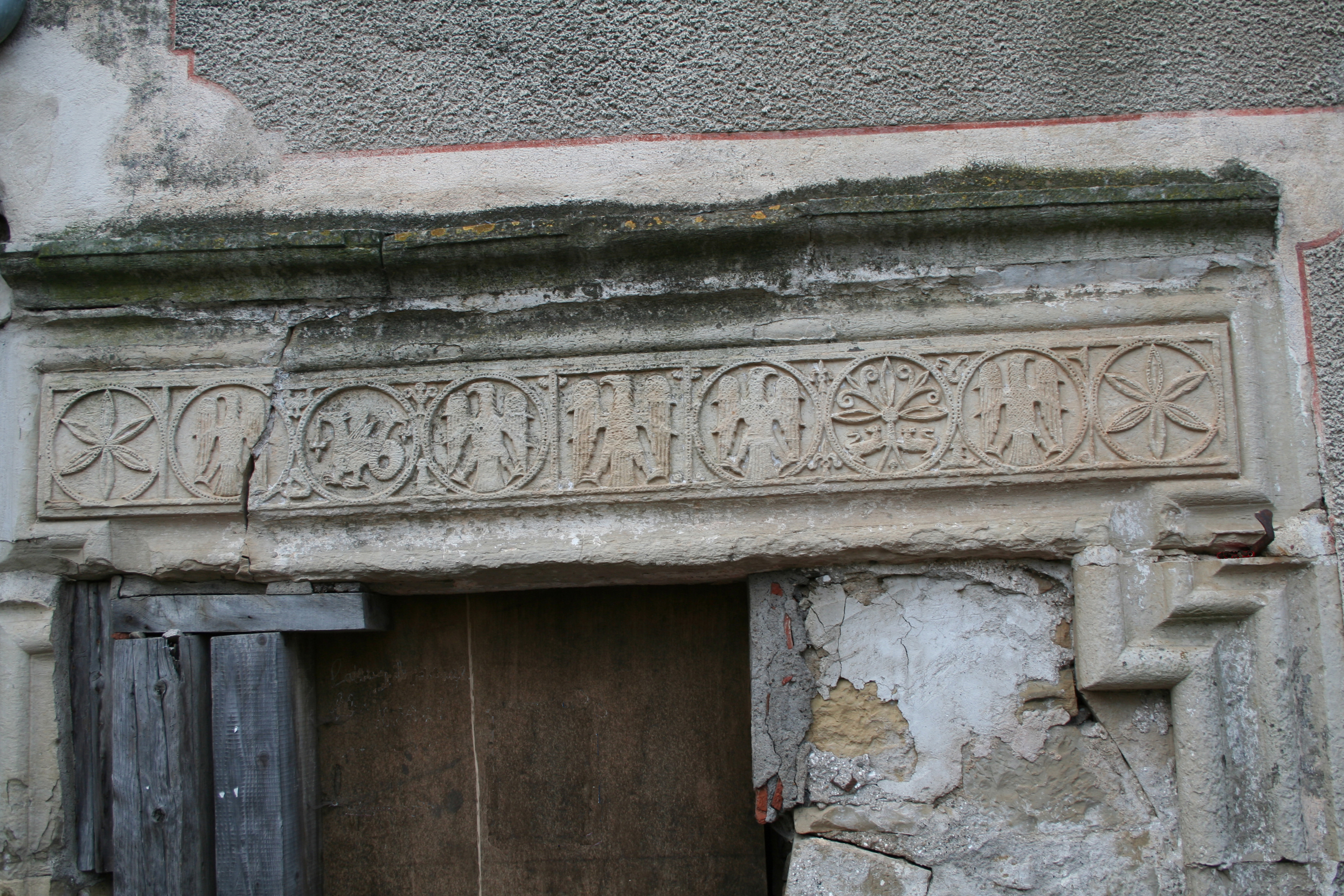
Linteau.
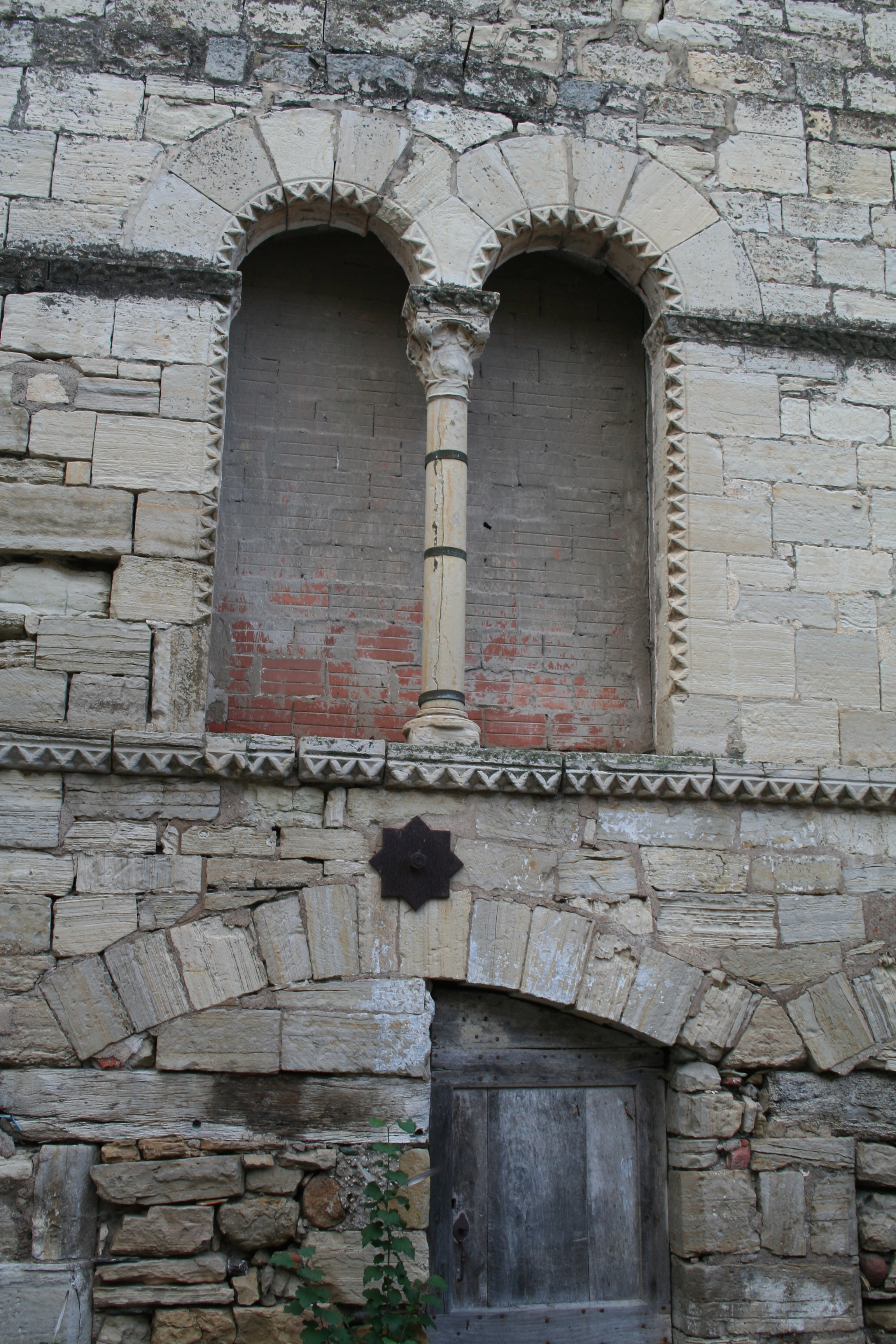
Fenêtres.
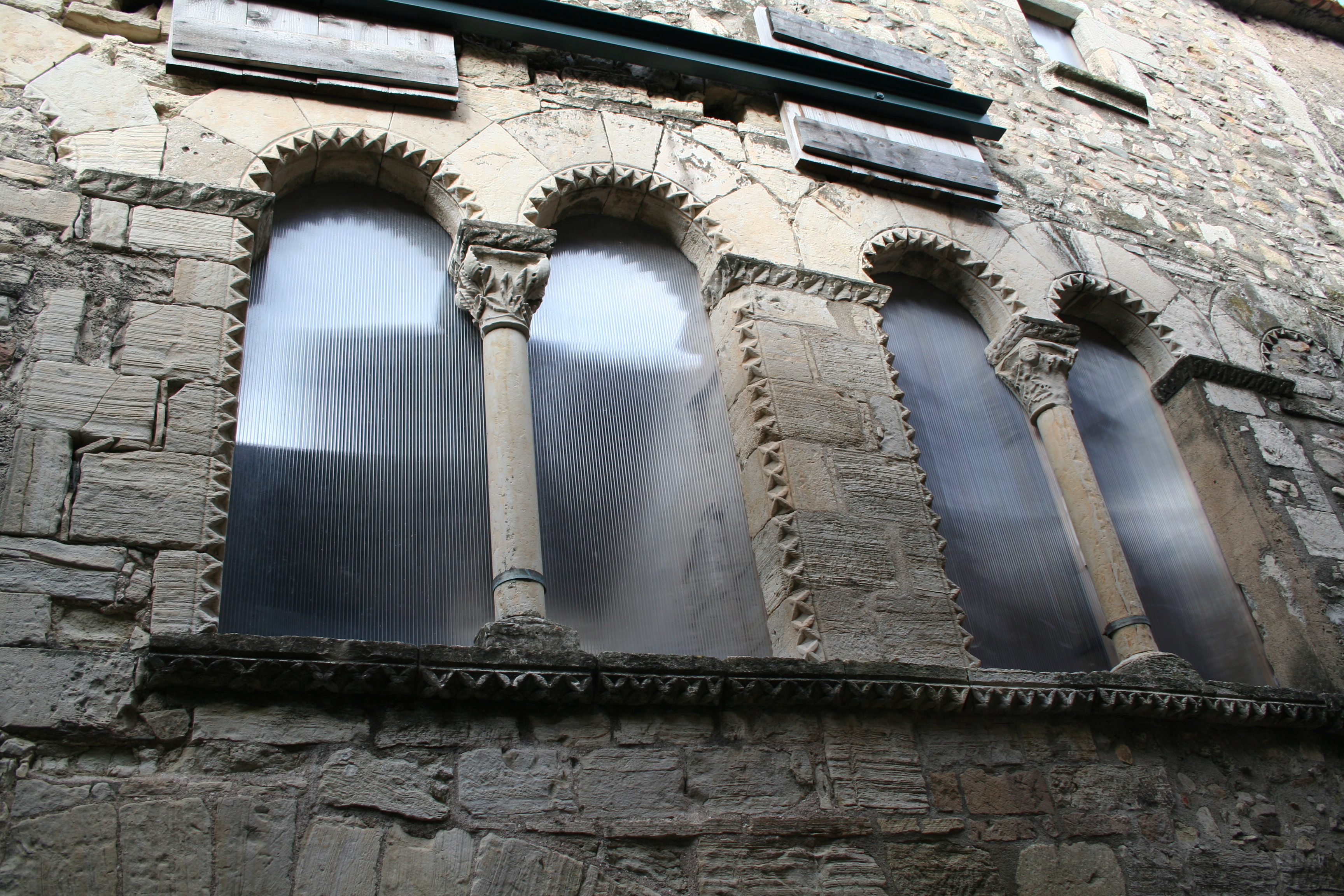
Fenêtres.
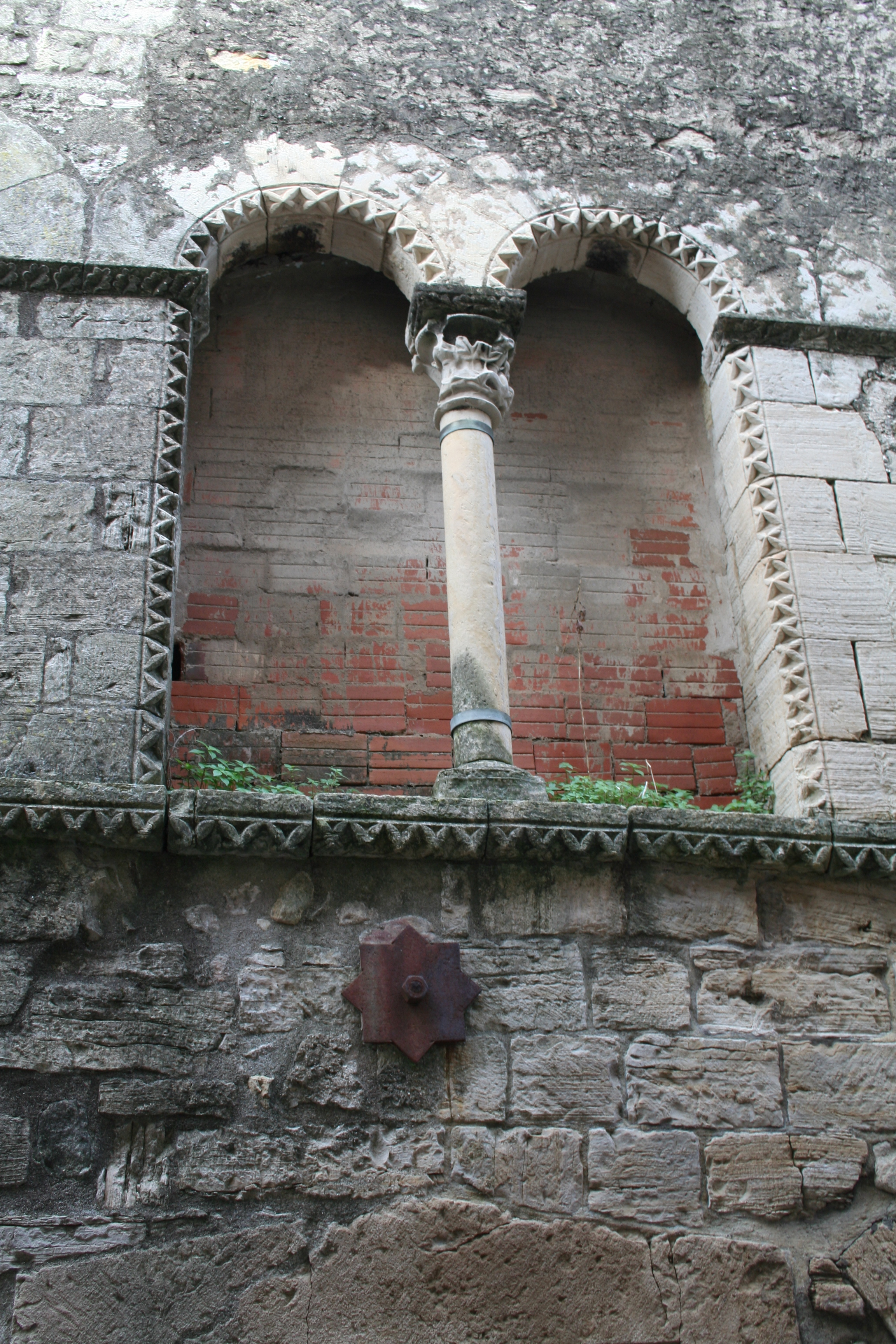
Fenêtres.
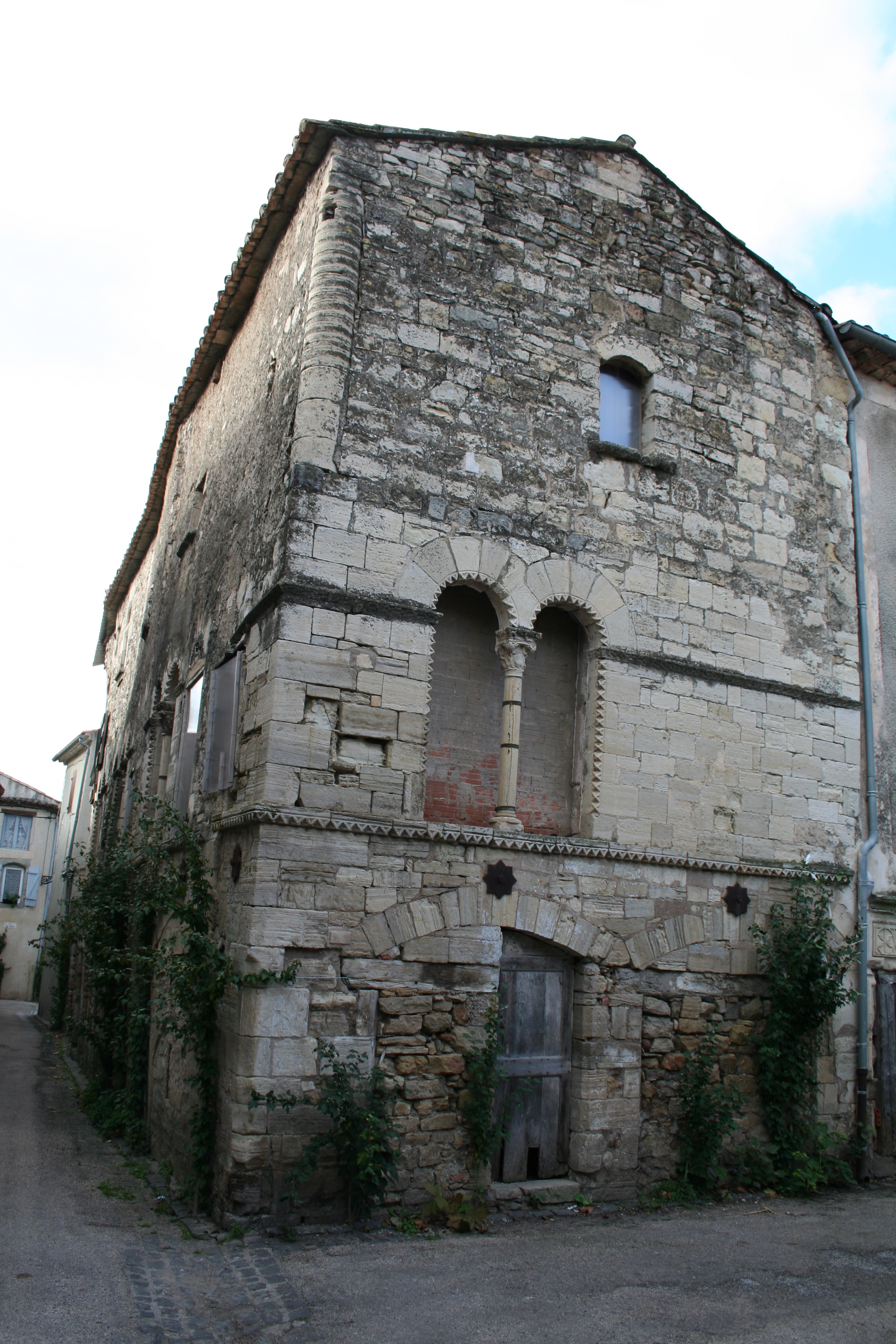
Vue générale avant restauration.